# Elizabeth Hilden
Elizabeth Hilden (nacida el 5 de noviembre de 1969[cita requerida]) es una modelo erótica estadounidense.

## Carrera
Hizo su debut como modelo para adultos en Penthouse como su Pet del Mes en junio de 1995 y fue votada Pet del Año en 1997. Como una Penthouse Pet, apareció en una gran variedad de publicaciones y vídeos de Penthouse. También trabajó para Suze Randall en sesiones fotográficas softcore en solitario.[cita requerida]
Hizo una aparición profesional de lucha en 1996 cuando apareció como la ayudante de Hunter Hearst Helmsley durante el evento de In Your House 6.

### Otros proyectos
Después de terminar sus responsabilidades como modelo para Penthouse, Hilden se mudó de nuevo a Misuri y comenzó su propio negocio. Dirige una tienda de tatuajes y piercings llamada "Purgatory Tattoos" en su ciudad natal de Independence. El negocio incluye un autobús escolar de 35 pies de largo que fue convertido en una tienda móvil de tatuajes, y es llevado Sturgis, Dakota del Sur cada año para el rally anual de motocicletas.

## Vida personal
Hilden es una entusiasta de las motocicletas.